# Willie Julian Usery, Jr.
William Julian Usery, dit Willie Julian Usery, Jr., né le 21 décembre 1923 à Hardwick (Géorgie) et mort le 10 décembre 2016 à Greensboro (Géorgie), est un responsable syndical et homme politique américain. Membre du Parti républicain, il est secrétaire au Travail entre 1976 et 1977 dans l'administration du président Gerald Ford.

## Source
- (en) « W. J. Usery, Jr. », biographie, Département du Travail des États-Unis.